# Morasverdes
Morasverdes é um município da Espanha na província de Salamanca, comunidade autónoma de Castela e Leão, de área 51,88 km² com população de 351 habitantes (2007) e densidade populacional de 7,56 hab/km².

## Demografia
| Variação demográfica do município entre 1991 e 2004 | Variação demográfica do município entre 1991 e 2004 | Variação demográfica do município entre 1991 e 2004 | Variação demográfica do município entre 1991 e 2004 |
| --------------------------------------------------- | --------------------------------------------------- | --------------------------------------------------- | --------------------------------------------------- |
| 1991                                                | 1996                                                | 2001                                                | 2004                                                |
| 521                                                 | 473                                                 | 414                                                 | 392                                                 |

- elpelos.com:Morasverdes y sus gentes

- morasverdes.com:Descúbrelo todo sobre Morasverdes